# Mendoza ryukyuensis
Mendoza ryukyuensis là một loài nhện trong họ Salticidae.
Loài này thuộc chi Mendoza. Mendoza ryukyuensis được Baba miêu tả năm 2007.